# Гадло, Александр Вильямович
Алекса́ндр Вилья́мович Гадло́ (8 апреля 1937 — 13 апреля 2002) — советский и российский этнограф-кавказовед, профессор, доктор исторических наук. Заведующий кафедрой этнографии и антропологии СПбГУ.

## Биография
Родился 8 апреля 1937 года в Ленинграде. Отец — Вильям Моисеевич Гадло (1910—1942), по национальности еврей, лейтенант, погиб на фронте. Дед по линии отца, Моисей Давидович Гадло (умер в 1927 году), похоронен на еврейском кладбище в Санкт-Петербурге. Бабушка по линии отца — Фрума Гуревич-Гадло. Прадед — Давид Ицкович Гадло (1850, Тальное — 1913, Санкт-Петербург), был кантонистом из Украины, 25 лет служил в Кавалергардском полку. После отставки получил разрешение жить вне черты оседлости, был ветеринарным фельдшером в пожарной команде Санкт-Петербурга. Мать — Лидия Платоновна Гадло (Теплова) (1909—1997), русская.
Окончил исторический факультет ЛГУ по кафедре археологии в 1961 году (научный руководитель — М. И. Артамонов). Руководил археологическими экспедициями на Нижнем Дону и в Восточном Крыму. Тема кандидатской диссертации (1969) — «Южное Приазовье в период Хазарского каганата: проблема Приазовской Руси и современные археологические данные о южном Приазовье VIII—X вв.». Тема докторской работы (1985) — «Северный Кавказ в IV—X вв. Проблемы этнической истории».
С 1965 года преподавал на историческом факультете ЛГУ (СПбГУ), с 1968 — на кафедре этнографии и антропологии (с 1986 — профессор, с 1990 — заведующий), руководитель Кавказской археолого-этнографической экспедиции ЛГУ.
Скончался 13 апреля 2002, похоронен на Большеохтинском кладбище.

## Основные публикации
А. В. Гадло является автором более 150 научных работ.
- Этническая история Северного Кавказа IV—X вв. Л., 1979.
- Этнография народов Сибири и Дальнего Востока: Учебное пособие. Л., 1987.
- Этническая история Северного Кавказа X—XIII вв. СПб., 1994. ISBN 5-288-01010-2.
- Этнография Средней Азии и Закавказья: Традиционная культура: Учебное пособие. СПб., 1998. ISBN 5-288-02161-9.
- Предыстория Приазовской Руси: Очерки истории русского княжения на Северном Кавказе. СПб., 2004. ISBN 5-288-02656-4.

## Рецензии
- Чхаидзе В. Н. Гадло А. В. «Предыстория Приазовской Руси. Очерки истории русского княжения на Северном Кавказе». СПб.: Изд-во СПбГУ, 2004. 362 с. // Российская археология. — М.: Наука, 2006. — № 4. — С. 165—170. — ISSN 0869-6063.